# Покровское (Скворцовское сельское поселение)
Покровское — деревня в Торопецком районе Тверской области. Входит в состав Скворцовского сельского поселения.

## География
Находится в западной части Тверской области на расстоянии приблизительно 16 км на юго-запад по прямой от районного центра города Торопец на северном берегу озера Слободское.

## История
В 1877 году здесь (деревня Торопецкого уезда Псковской губернии) было учтено 2 двора.

## Население
Численность населения: 10 человек (1877 год), 15 (русские 100 %) в 2002 году, 6 в 2010.